# Coparentalité (formule de parentalité)
Pour les articles homonymes, voir Coparentalité.
La coparentalité est une forme de parentalité qui désigne deux sortes différentes de parentalités :
1. La coparentalité (au sens strict) qui concerne, comme son étymologie l'énonce, le partage de parentalité par les parents naturels vis-à-vis d'un enfant ou de plusieurs, lorsque ceux-ci se trouvent séparés ou divorcés, ou éloignés dans certains cas où les parents d'accord ne peuvent exercer facilement leurs devoirs et droits parentaux ;
2. La coparentalité au sens restreint de coparentalité homosexuelle (le terme étant plus précis mais plus discriminant à l'égard d'une orientation sexuelle) : le terme restreint est utilisé de manière courante dans sa zone d'extension, mais ce terme porte à confusion avec le précédent en particulier dans ses projections juridiques. Il est une forme de parentalité où les parents forment un couple homoparental non reconnu légalement qui élève conjointement le ou les enfants de l’un ou l’autre des conjoints, ou alors un couple de sexe différent dont l'un au moins des deux membres est homosexuel, qui peut être marié ou non, vivre sous le même toit ou non, etc. L'Association des parents gays et lesbiens estime qu'au sein de l'association, les parents ayant réalisé leur projet grâce à un projet de coparentalité représentent 40 % des femmes et 85 % des hommes. Il s'agit du type d'homoparentalité le plus répandu, devant l'insémination artificielle avec donneur.

Lorsqu'il s'agit d'une configuration homoparentale au sens le plus strict de la coparentalité, notamment là où les coparents en couple de deux personnes de même sexe sont reconnus en droit, la famille comprend alors quatre parents sociaux et parfois légaux au maximum, parfois trois ou même deux, au minimum une mère lesbienne et un père gay (les parents biologiques, toujours ou presque) dont la particularité est de ne pas résider en couple, avec éventuellement leur compagne et compagnon, partenaire enregistré ou conjoint respectifs. Chaque individu de ce schéma peut aussi être bisexuel ou pansexuel et des liens de cohabitation ou de partenariat coexister avec la parentalité entre plus de deux d'entre eux. À la différence des beaux-parents qui arrivent dans un second temps, les partenaires sont des coparents car ils s’engagent vis-à-vis de l’enfant dès sa conception. Ils assurent le quotidien comme les parents biologiques et se sentent parents à part entière même s’ils n’en ont pas le statut.
Ces situations sont totalement à distinguer du concept de comaternité, qui vise le cas d'un couple de parents composé de la mère biologique et d'une autre femme, sa partenaire, qui est légalement reconnue comme deuxième parent (au lieu d'un père), et du concept à peu près analogue de copaternité.

## Situation juridique dans le cas 2
Jusqu'à récemment, aucun pays ne reconnaissait la possibilité pour un enfant d'avoir plus de deux parents (en France, l'adoption simple, seule, permet à un enfant d'avoir jusqu'à quatre parents, et elle peut concerner ce cas, mais deux de ces parents, qui sont, d'une façon potentiellement paradoxale, les parents biologiques, perdent forcément l'autorité parentale — ils gardent toutefois, ce qui fait la différence avec l'adoption plénière, où il n'y a plus que deux parents adoptants légalement, les autres attributs découlant de la filiation).
Cependant, certaines décisions judiciaires sont allées dans le sens d'une évolution. Les parents sociaux peuvent se voir reconnaître certains droits parentaux : en France, l'article 377-1 du Code civil prévoit ce qu'il appelle la délégation de l'autorité parentale. Aux États-Unis, de jugements en 2012 et en 2013 ont reconnu une parenté étendue à plus de deux parents ,.
Le droit de la Colombie-Britannique prévoit également, depuis 2013, la possibilité d'avoir jusqu'à quatre parents légaux. En Ontario, la « loi de 2016 sur l'égalité de toutes les familles », sanctionnée le 5 décembre 2016, permet jusqu'à quatre parents légaux.